# Arctornis ussurica
Arctornis ussurica är en fjärilsart som beskrevs av Hanan Bytinski-salz 1939. Arctornis ussurica ingår i släktet Arctornis och familjen tofsspinnare. Inga underarter finns listade i Catalogue of Life.